# 苏博科
苏博科爵士（法語：Sir Pascal Claude Roland Soriot, 1959年5月23日—）是一位法国企业家。中文名叫苏博科。

## 生平
1959年出生于法国，1979年父亲去世，获得巴黎高等商业研究学院工商管理硕士学位。
1986年4月加入法国第二大制药公司罗素-优克福并担任澳大利亚地区销售代表，1996年升任经理，1997年4月搬迁至日本东京都。2000年加入安万特美国，2002年升任首席运营官，2004年安万特和赛诺菲合并后继续留任。2006年加入罗氏制药，2009年4月至2010年担任旗下基因泰克首席执行官，2010年返回罗氏制药担任首席运营官。2012年8月被任命为阿斯利康首席执行官。2017年7月被披露即将在以色列制药公司梯瓦任職，但随后被否决。
2018年9月公开自己年薪940万英镑，并说“是药企最低薪酬的首席执行官，在一定程度上造成困扰，但是它就是这么如此。”

## 家庭
已婚有两个孩子。此外他还有三个兄弟，均是医生。